# Hydrovatus nilssoni
Hydrovatus nilssoni är en skalbaggsart som beskrevs av Olof Biström 1997. Hydrovatus nilssoni ingår i släktet Hydrovatus och familjen dykare. Inga underarter finns listade i Catalogue of Life.